# Gaston Thys

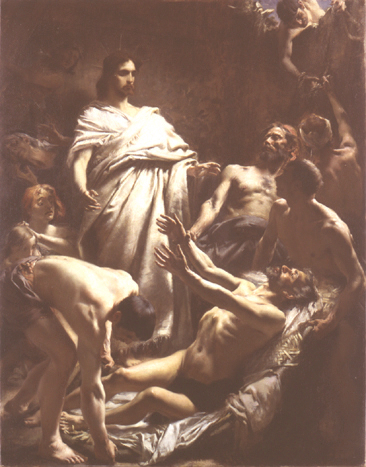
Jésus guérissant le paralytique, 1889, Paris, École nationale supérieure des beaux-arts

Gaston Thys (né à Lille le 17 décembre 1863 et mort à Rome le 9 août 1893), est un peintre français, lauréat du prix de Rome en 1889.

## Biographie
Né à Lille, Gaston Thys est d'abord élève du peintre Alphonse Colas aux Écoles académiques de Lille, avant de rejoindre Paris et d'intégrer l'École des beaux-arts en 1883. Dès 1881, il avait présenté à l'exposition des beaux-arts de Lille une composition illustrant l'histoire de Mazeppa. Élève à Paris de Léon Bonnat, d'Ernest Hébert, de Luc-Olivier Merson et de Gustave Boulanger, il se distingue en 1884 au concours de l'esquisse peinte, sur le thème de Latone métamorphosant les paysans de Lycie, remportant une troisième médaille. La même année, il obtient une seconde récompense à l'exposition des travaux d'atelier du deuxième semestre. Il arrive 10e à la première épreuve du Prix Fortin d'Ivry en janvier 1886, et second au concours semestriel d'esquisse peinte en mars de la même année. En 1887, il arrive de nouveau 10e à la première épreuve du Prix Fortin d'Ivry, et obtient une mention lors de la seconde épreuve. Il se distingue à l'exposition des travaux d'atelier du premier semestre 1887, où il obtient une « première récompense », succès renouvelé lors du second semestre. Lors de l'exposition des travaux d'ateliers du premier semestre 1888, il n'obtient qu'une mention, et termine huitième au concours semestriel d'esquisse peinte. 
Thys se présente plusieurs fois au concours du Prix de Rome : dès 1884, il arrive 12e au premier essai, mais seulement 20e au deuxième essai. Au concours de 1885, il arrive respectivement 11e et 12e à ces mêmes épreuves. L'année suivante n'est pas non plus un succès : il termine 18e au premier essai de 1886, et 24e au second. En 1887, il ne parvient pas à se qualifier pour l'épreuve définitive, malgré une cinquième place au premier essai et une troisième place au second. Il monte une première fois en loges en 1888 avec pour thème imposé Ulysse et Nausicaa, puis remporte enfin le Prix en 1889 avec Jésus guérissant le paralytique. 
Il expose au Salon des artistes français dès 1885, principalement des portraits. Il présente en 1888 un Portrait de Paul Marrot, et se fait remarquer en 1891 avec Au Fossan, Menton représentant des lavandières, qui lui vaut une mention honorable. Pour son dernier Salon en 1892, il expose une Baigneuse. 
Gaston Thys rejoint la Villa Médicis en 1890. Il peint un Nymphée en 1892 comme envoi de deuxième année, puis l'esquisse d'une Sylvia, nymphe de Diane comme envoi de troisième année. Comme nouvel envoi réglementaire "d'après les maîtres", il peint une Sainte Famille d'après Rubens au début de l'année 1893. Il n'a pas le temps d'achever son envoi de dernière année, dont ne subsiste que l'esquisse, illustrant le Triomphe de Phoebus. 
Déjà malade depuis plusieurs années, il meurt le 9 août 1893 à la Villa Médicis, d'une violente hémoptysie. Il est inhumé au cimetière de l'Est à Lille le 24 août. En juillet 1894, l'Union artistique du Nord organise une rétrospective de son œuvre, rassemblant 146 numéros (tableaux, dessins, esquisses) dans son local de la rue Négrier. Une souscription est également lancée pour élever un monument funéraire à sa mémoire, œuvre du sculpteur Edgar Boutry et de l'architecte François-Joseph Delemer, inauguré le 28 avril 1895 au cimetière de l'Est.

## Liste des peintures
- Mazeppa, 1881
- Le chemin, 1882, collection particulière
- Latone change les paysans de Lycie en grenouilles, 1884, Paris, école nationale supérieure des Beaux-Arts
- Scène de taverne, 1885, collection particulière
- Portrait, Salon de 1885
- Ulysse et Nausicaa, 1888, localisation actuelle inconnue
- Portrait de Paul Marrot, Salon de 1888
- Portrait d'Emile Perrin, 1889
- Jésus guérissant le paralytique, 1889, Paris, École nationale supérieure des beaux-arts
- Portrait de M. H.D., Salon de 1890
- Au Fossan, Menton ou Les lavandières, Salon de 1891
- Portrait de M. E.T., Salon de 1891
- Nymphée, Envoi de Rome en 1892
- Baigneuse, Salon de 1892
- Sylvia, nymphe de Diane, Envoi de Rome de 1893
- La Sainte-Famille (copie d'après Rubens), 1893, Paris, école nationale supérieure des Beaux-Arts
- La Rosée s'envole sous le baiser d'Apollon ou Le Triomphe de Phoebus (esquisse), 1893, Lille, Palais des Beaux-Arts
- Jeune romaine, Lille, Palais des beaux-arts